# Jim Brady
Jim Brady, född den 27 juni 1963 i Tampa, Florida, är en amerikansk seglare.
Han tog OS-silver i soling i samband med de olympiska seglingstävlingarna 1992 i Barcelona.